# Эбервейн, Траугот Максимилиан
Траугот Максимилиан Эбервейн (нем. Traugott Maximillian Eberwein; 27 октября 1775 — 2 декабря 1831) — немецкий композитор и музыкант-скрипач, капельмейстер, дирижёр.

## Биография
Сын Александра Барфоломеуса Эбервейна (1751—1811), музыканта Веймарского герцогского двора. Старший брат композитора Карла Эбервейна (1786—1868). Первые уроки музыки получил у отца. Позже изучал теорию музыки у Фридриха Людвига Эмилиуса Кунцена во Франкфурте-на-Майне и игру на скрипке у Эрнста Шика в Майнце.
В семь лет играл в придворном оркестре Веймара. В 1797 году поступил на службу принцу Шварцбург-Рудольштадту, которой руководил его дядя Иоганн Кристиан Эбервейн. В 1803—1804 гг. получил отпуск для путешествия в образовательных целях, побывал в Риме, Неаполе и Вене, где познакомился с Гайдном, примерно в этот период начались его первые контакты с Бетховеном и Сальери. В 1805 году в Берлине познакомился с Адамом Хиллером и Карлом Цельтером. С 1809 года, после перенесённого Иоганном Кристианом инсульта, фактически руководил придворной капеллой, в 1817 году возглавил её.
Был одним из ранних пропагандистов творчества Бетховена: дирижировал Первой симфонией уже в 1805 году, а Девятой — в декабре 1826 года. В 1829 год дирижировал рудольштадтским гастрольным концертом Николо Паганини. В 1822 году дирижировал рудольштадтской премьерой «Вольного стрелка» Карла Марии фон Вебера, в 1828 году — первым в Германии поставил в Рудольштадте «Немую из Портичи» Даниэля Обера. Имея определённое влияния и позицию, был одним из первых основателей музыкальных фестивалей в Германии. Гёте неоднократно упоминает его в своей переписке.

## Творчество
Эбервейну принадлежит 11 опер, в том числе три по пьесам Гёте: «Ярмарка в Плундерсвейлерне» (нем. Der Jahrmarkt zu Plundersweilern; 1818), «Рыбачка» (нем. Die Fischerin) и «Клаудина де Вилла Белла» (нем. Claudine von Villa Bella; 1815), многочисленная театральная музыка (в том числе к «Орлеанской деве» Фридриха Шиллера и к драме Кальдерона «Жизнь есть сон»), симфонический концерт для гобоя, валторны и фагота, квартеты, вокальные сочинения.